# ردهدورپ
ردهدورپ (به لاتین: Vrededorp) یک منطقهٔ مسکونی در آفریقای جنوبی است که در خائوتنگ واقع شده‌است. ردهدورپ ۱٬۷۶۴ متر بالاتر از سطح دریا واقع شده‌است.